# Präsidentschaftswahl in der Republik Zypern 1993
Die Präsidentschaftswahl in der Republik Zypern 1993 fand am 7. Februar (erster Wahlgang) und am 14. Februar (Stichwahl) statt.

## Ergebnis
| Kandidaten              | Parteien                  | 1. Wahlgang | 1. Wahlgang | 2. Wahlgang | 2. Wahlgang |
| Kandidaten              | Parteien                  | Stimmen     | %           | Stimmen     | %           |
| ----------------------- | ------------------------- | ----------- | ----------- | ----------- | ----------- |
| Glafkos Klerides        | Dimokratikos Synagermos   | 130.663     | 36,7        | 178.945     | 50,3        |
| Georges Vassiliou       | Parteilos (AKEL – ADISOK) | 157.027     | 44,2        | 176.769     | 49,7        |
| Pashalis Pashalidis     | Parteilos (DIKO – EDEK)   | 66.300      | 18,6        |             |             |
| Georgios Mavrogenis     | Parteilos                 | 890         | 0,3         |             |             |
| Giannakis Taliotis      | Parteilos                 | 755         | 0,2         |             |             |
| Gesamt                  | Gesamt                    | 355.635     | 100         | 355.714     | 100         |
|                         |                           |             |             |             |             |
| Ungültige Stimmen       | Ungültige Stimmen         | 8.483       | 2,3         | 11.760      | 3,2         |
| Wähler                  | Wähler                    | 364.118     | 92,4        | 367.474     | 93,3        |
| Wahlberechtigte         | Wahlberechtigte           | 393.993     |             | 393.993     |             |
|                         |                           |             |             |             |             |
| Quelle: Nohlen & Stöver |                           |             |             |             |             |